# Eparchia di Salmas

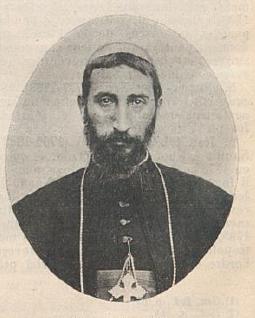
L'eparca Pierre Aziz (1910-1924).

L'eparchia di Salmas (o Shahpour) dei Caldei (in latino Eparchia Salmasiensis) è una sede della Chiesa cattolica caldea in Iran suffraganea dell'arcieparchia di Urmia. La sede è vacante.

## Territorio
L'eparchia comprende la città di Salmas, nel nord dell'Iran, dove si trova la cattedrale di San Giorgio (Yaghou).

## Storia
Benché una comunità di cristiani nestoriani sia attestata a Salmas fin dal VII secolo, non sono noti vescovi fino a Joseph, menzionato nel 1281.
In uno scritto del patriarca cattolico Abdisho IV Maron († 1570), Salmas è menzionata come sede metropolitana con tre suffraganee: Baumar, Sciabathan e Vastham, località di incerta identificazione.
Salmas passò sotto l'influenza del cattolicesimo verso la fine del Cinquecento, quando divenne sede dei patriarchi cattolici della linea dei Simoniti, che risiedevano nel vicino monastero di Khosrowa. Secondo lo storico caldeo Joseph Tfindkji la serie episcopale cattolica si è interrotta tra il 1640 ed il 1709, in concomitanza con il ritorno al nestorianesimo dei patriarchi Simoniti.
Ancora Tfinkdji afferma che i nestoriani di Persia scrissero al patriarca Yosep II Bet Ma'aruf nel 1709 per assicurargli la loro adesione alla fede cattolica assieme al loro vescovo Ishoʿyahb I. Tuttavia lo sforzo maggiore per condurre la comunità nestoriana di Salmas alla comunione con la Santa Sede avvenne durante l'episcopato di Ishoʿyahb Shemʿon, deceduto il 10 aprile 1789, come recita la lapide nel cimitero di Khosrowa.
A causa del diminuito numero di cattolici, che all'inizio del XX secolo ammontavano a oltre 10.000 fedeli, dal 1930 la sede è unita in persona episcopi all'arcieparchia di Urmia.

## Cronotassi dei vescovi
Si omettono i periodi di sede vacante non superiori ai 2 anni o non storicamente accertati.
- Giuseppe † (1560 - 1592)[2]
- Eusebio o Giuseppe † (1592 - 1608 ?)[2][3]
- Abdisho (Ebed Jesu) † (1608 - 1643 deceduto)[2][4]
  - Sede vacante (circa 1643-1709)
- Ishoʿyahb (Jesu Yab) † (1709 - 1752 deceduto)[2][5]
- Ishoʿyahb Shemʿon (Simone Jesu Yab) † (1777 - 10 aprile 1789 deceduto)[6]
  - Sede vacante (1789-1795)
- Ishoʿyahb Yohannan Gabriel (Jesu Yab Giovanni Guriel) † (8 novembre 1795 consacrato - 15 luglio 1833 deceduto)[7]
- Ishoʿyahb Melchisedec (Melchisedech Jesu Yab) † (1833 - 1842 deceduto)[8]
  - Nikholas Eshaya † (1842 - 1846) (patriarca e amministratore della diocesi)
- Giwargis Augustine Barshina † (11 luglio 1848 - 1889 deceduto)
  - Sede vacante (1889-1894)
- Isaac Jesu-Yab Khoudabache (Koudabache) † (1º ottobre 1894 - 1908 dimesso)[9]
- Pierre Aziz Ho † (25 gennaio 1910 - 16 gennaio 1924 dimesso)[10]
  - Sede vacante (1924-1930)
- Isaac Jesu-Yab Khoudabache (Koudabache) † (6 ottobre 1930 - 8 agosto 1939 deceduto) (per la seconda volta)
- Abel Zayia (Zaya) † (6 dicembre 1939 - 18 marzo 1951 deceduto)
- Zaya Dachtou † (14 luglio 1951 - 15 agosto 1972 deceduto)
- Samuel Chauriz † (1º maggio 1974 - 14 giugno 1981 deceduto)
  - Sede vacante (1981-1983)
- Thomas Meram (30 novembre 1983 - 6 gennaio 2024 ritirato)
  - Imad Khoshaba Gargees,[1] dal 6 gennaio 2024 (amministratore patriarcale)

## Statistiche
L'eparchia nel 1913 contava 10.460 battezzati. Per le statistiche più recenti, i dati di quest'eparchia sono computati in quelli dell'arcieparchia di Urmia.
| anno | popolazione | popolazione | popolazione | presbiteri | presbiteri | presbiteri | presbiteri                | diaconi | religiosi | religiosi | parrocchie |
| anno | battezzati  | totale      | %           | numero     | secolari   | regolari   | battezzati per presbitero | diaconi | uomini    | donne     | parrocchie |
| ---- | ----------- | ----------- | ----------- | ---------- | ---------- | ---------- | ------------------------- | ------- | --------- | --------- | ---------- |
| 1896 | 10.000      | ?           | ?           | 10         |            |            | 1.000                     |         |           |           | 23         |
| 1913 | 10.460      | ?           | ?           | 24         |            |            | 435                       |         |           |           | 12         |